# روموالدو باتشيكو
خوسيه روموالدو انطونيو باتشيكو، الابن (بالإنجليزية José Antonio Romualdo Pacheco, Jr) وهو دبلوماسي وسياسي أمريكي ينتمي إلى إلى الحزب الجمهوري ولد روموالدو باتشيكو في 31 تشرين الأول - أكتوبر من سنة 1831 في سانتا باربرا في ولاية كاليفورنيا شغل روموالدو باتشيكو منصب حاكم ولاية كاليفورنيا الأمريكية ما بين 27 شباط من سنة 1875 إلى 9 كانون الأول من نفس السنة. وكما خدم باتشيكو في مجلس النواب مرتين المرة الأولى كانت من عام 1877 إلى عام 1878 والمرة الثانية كانت من عام 1879 إلى عام 1883 وكما شغل باتشيكو عدة مناصب وزارية منها وزير الولايات المتحدة لشؤون السلفادور من 28 مارس من سنة 1891 إلى 13 نوفمبر من نفس السنة ووزير الولايات المتحدة لشؤون كوستاريكا من 7 مايو من سنة 1891 إلى 31 أكتوبر من نفس السنة ووزير الولايات المتحدة لشؤون نيكاراغوا من 21 مايو من عام 1891 إلى 13 أكتوبر من نفس العام ووزير الولايات المتحدة لشؤون غواتيمالا من 28 فبراير من عام 1891 إلى 12 يونيو من عام 1893 ووزير الولايات المتحدة لشؤونهندوراس من 17 أبريل من عم 1891 إلى 12 يونيو من عام 1893. توفي روموالدو باتشيكو في 23 كانون الثاني - يناير من سنة 1899 في ولاية كاليفورنيا.